# Sabin Arana
Sabin Polikarpo Arana Goiri (Abando, 26 de gener de 1865 - Sukarrieta, 25 de novembre de 1903), conegut com a Sabin Arana o, segons el sistema onomàstic que ell mateix va desenvolupar, Arana ta Goiri'taŕ Sabin, fou un filòleg, polític i ideòleg èuscar, considerat el pare del nacionalisme basc.
Després d'haver militat en el carlisme, fundà el Partit Nacionalista Basc, que dirigí durant anys. Fou també el creador de la ikurriña, actual bandera del País Basc. Morí l'any 1903 amb només 38 anys, però deixà plasmada tota la seva ideologia en diverses obres literàries. El seu llegat resulta encara controvertit.

## Biografia
Procedent d'una família carlista de la república d'Abando, Sabino iniciava la seua educació a Baiona, on havien trobat exili el 1873 a causa de les idees carlines de son pare. Després va passar pel col·legi dels jesuïtes a Urduña, en què va completar la seua formació estudiant filologia basca durant una llarga convalescència. Va interrompre els seus estudis de Dret a la Universitat de Barcelona per la mort de sa mare, el 1888. Des d'aleshores, aïllat en sa casa d'Albia, es dedicà a la investigació històrica i filològica.
Va elaborar una multitud d'articles —la majoria sobre temes lingüístics— que, el 1892, recopilà sota el títol Bizcaya por su independencia, el seu escrit polític fonamental; el 1893 els va presentar davant d'uns quants adeptes en un acte que representa l'inici de la seua activitat política (el conegut «jurament de Larrazábal»).
La seua ideologia era bàsicament reaccionària, considerant una suposada raça basca superior en tot a l'espanyola. A banda del referent de la llengua, comú a la majoria dels nacionalismes europeus, Sabino va dotar el seu moviment d'un aspecte revisionista (no considerava els furs com a carta atorgada d'autonomia, sinó com un codi de sobirania) i d'un sentiment catòlic, que quedaren reflectits dins el seu lema "Déu i lleis velles" (Jaungoikoa Eta Lagi-zarrak). Creia que la decadència del país es devia a la manca d'aquest codi de sobirania. Estaven perdent-se la cultura, els costums, la llengua... en definitiva, la identitat de la zona on vivia, i tot això pel seu sotmetiment a lleis foranes.
Va fer objecte dels seus atacs els immigrants, maketos, que no s'integraven als costums dels habitants del País Basc i feien sentir vergonya als bascoparlants, per no saber espanyol (castellà), a més de fer la feina del seu lloc de treball per un baix salari; als comunistes, per atacar les tradicions religioses i la propietat; i a les classes altes liberals corruptes dedicades a la compravenda de poder tan típica durant la restauració borbònica.
Arana proposava per a aquells temps la independència de Biscaia com a via de recuperació de la seua identitat, deixant que cada una de les restants províncies basques recorregueren el mateix camí pel seu compte, fins que arribaren totes a reunir-se dins una Euskadi federal. El 1894 donava el pas definitiu per a transformar el seu pensament en un moviment polític: va crear el periòdic Bizkaitarra, tancat per ordre governativa; i posteriorment Euskaldun Batzokia, tancat pel governador civil.
Les classes mitjanes i els llauradors donaren suport activament al seu moviment, intensament afectats per la pèrdua del seu estatus (fallida dels petits negocis, empobriment dels llauradors pels baixos sous acceptats pels immigrants, atac als seus trets d'identitat…). Veien en ell la forma d'aconseguir pacíficament allò que s'havia perdut per la derogació foral de 1876, impossible de recuperar per les dues guerres carlines precedents.
Aplicant les seues idees sobre filologia basca, va encunyar un nom per al país, Euzkadi (en detriment del vocable usat fins aleshores durant segles, Euskal Herria), i una bandera, la ikurrinya, pensada en un principi perquè fora la bandera de Biscaia independent, encara que, atesa la seua difusió al llarg del País Basc, es va associar a tot el territori. El 1895 va fundar el Partit Nacionalista Basc, principal organització política del País Basc.
Va instaurar la celebració de l'Aberri Eguna (dia de la nació) el diumenge de Pasqua de cada any, començant amb el lema "Euzkadi Euzkaldunon Aberria da" (Euskadi és la pàtria dels bascos). En els últims anys de la seua vida, les seues idees evolucionaren cap a postures més moderades, i va anar desapareixent el component ètnic dels seus escrits i mantenint el component cultural i social.
En l'última etapa de la seua vida, va desenvolupar la proposta de col·laboració amb el govern espanyol com a única via per aconseguir els objectius de sobirania del partit, però aquestes aportacions ideològiques foren arraconades immediatament pels responsables del partit, i amb més èmfasi després de la seua mort.
| «                    | El meu pla és el d'una autonomia com més radical possible dins de la unitat de l'estat espanyol, i alhora més adaptada al caràcter basc i a les necessitats modernes. | » |
| — Sabino Arana, 1902 | |   |

A la seua mort, sense haver arribat als deu anys d'activisme polític, el va substituir al capdavant del partit el seu germà Luis Arana Goiri.